# بازی خدا (فیلم)
بازی خدا (انگلیسی: Playing God) فیلمی در ژانر جنایی و درام به کارگردانی اندی ویلسون است که در سال ۱۹۹۷ منتشر شد.

## بازیگران
- دیوید دوکاونی
- تیموتی هاتون
- آنجلینا جولی
- پیتر استرمر
- جان هاکس
- تریسی والتر